# Tenis en Hungría
Hungría tuvo grandes jugadores durante la era amateur, sin embargo en la era abierta ha contado solo con una gran figura Balázs Taróczy, quien conquistó 13 títulos y alcanzó el puesto No. 12 del ranking ATP en 1982. En el siglo XXI Márton Fucsovics ha aparecido recientemente como la gran figura. 

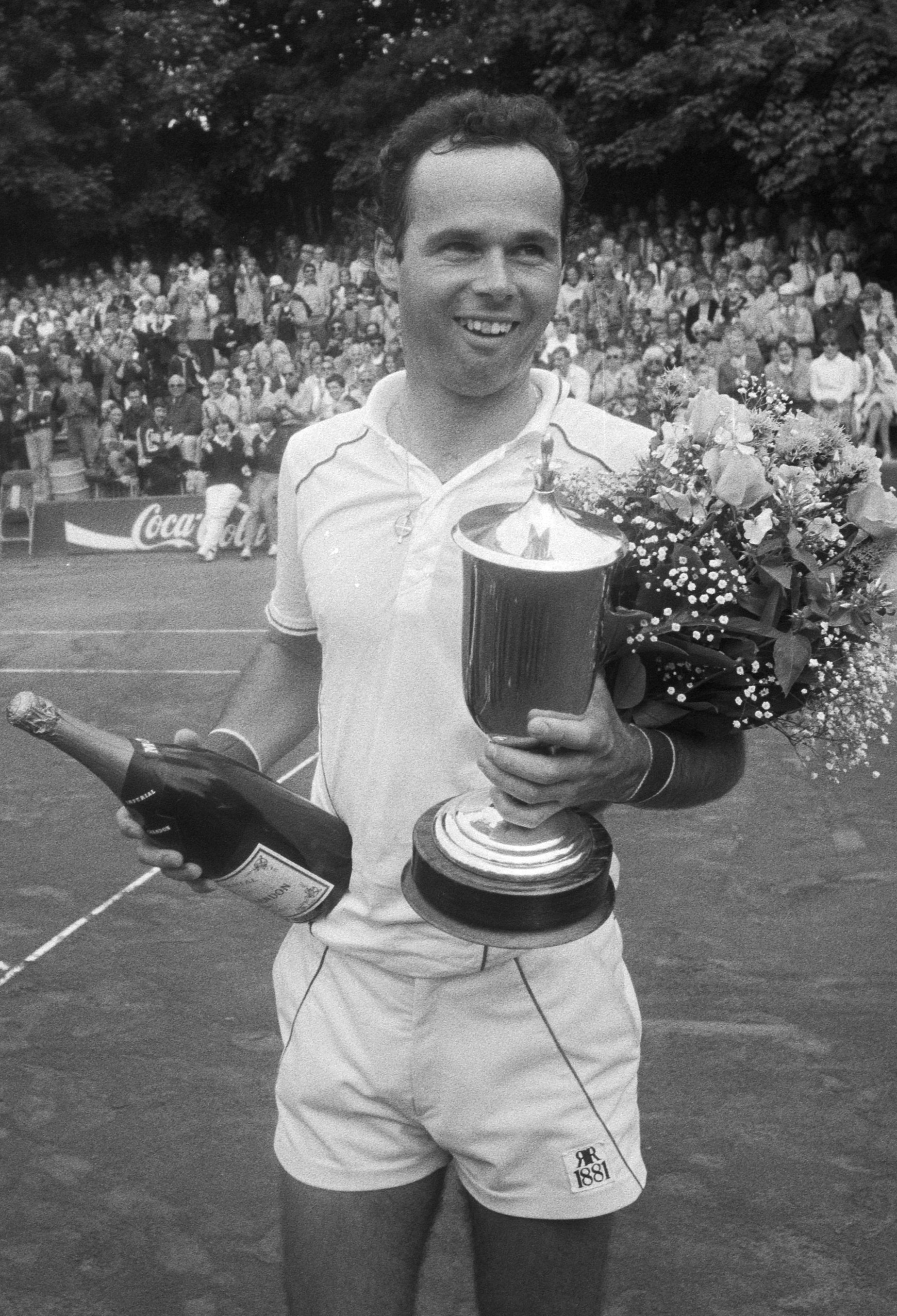
Balázs Taróczy

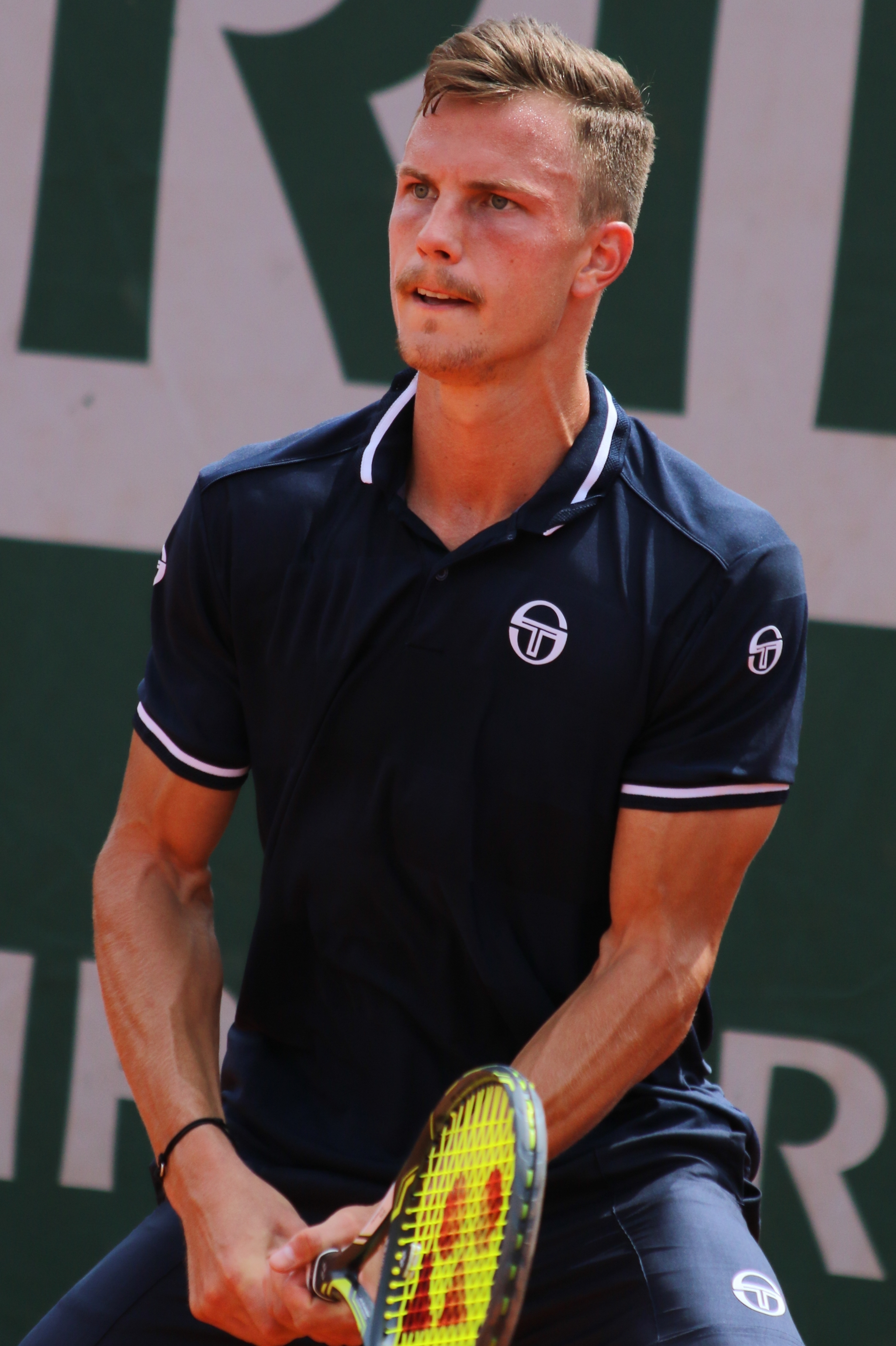
Márton Fucsovics

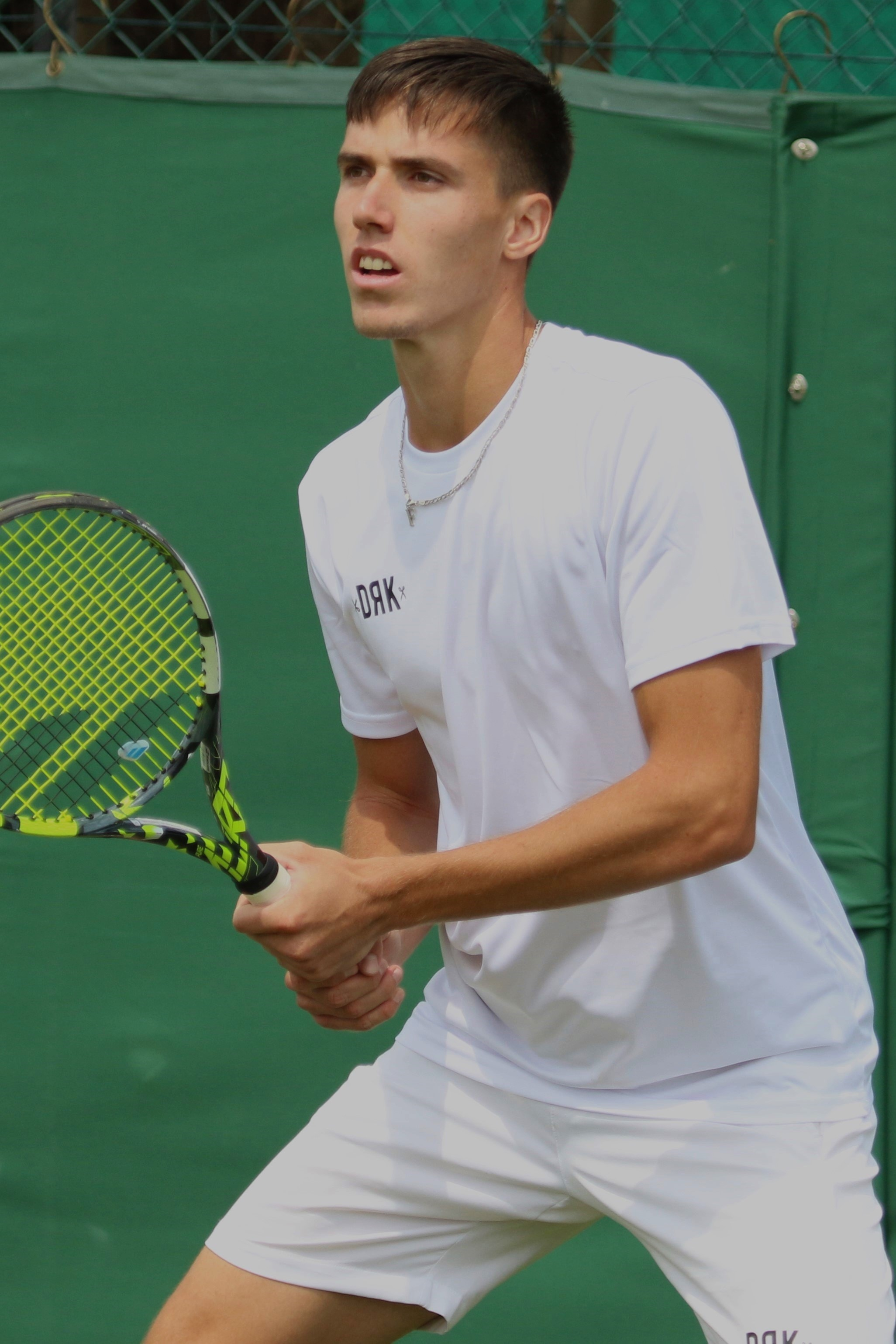
Fábián Marozsán

## Mejores en el ranking ATP en individuales masculino
Tenistas húngaros que han estado entre los 100 mejores del ranking ATP.
| Singlista        | Mejor posición | Año  | Títulos |
| ---------------- | -------------- | ---- | ------- |
| Balázs Taróczy   | 12°            | 1982 | 13      |
| Márton Fucsovics | 31°            | 2019 | 1       |
| Fábián Marozsán  | 36°            | 2024 | 0       |
| Péter Szőke      | 47°            | 1973 | 0       |
| Attila Sávolt    | 68°            | 2002 | 0       |
| Attila Balázs    | 76°            | 2020 | 0       |
| Szabolcs Baranyi | 94°            | 1973 | 0       |
| Sándor Noszály   | 95°            | 1995 | 0       |

- Datos: Q65161340